# 2420 Čiurlionis
2420 Čiurlionis este un asteroid din centura principală, descoperit pe 3 octombrie 1975 de Nikolai Cernîh.